# Klas Katt
Klas Katt är en svensk serie skapad av poeten och serietecknaren Gunnar Lundkvist, om en katt med samma namn och hans vänner, ovänner och omgivning, som för första gången dyker upp i albumet Klas Katt i Hell City 1979. 

## Beskrivning
Klas Katt är en antropomorf katt som är deprimerad och stundtals visar tecken på psykisk ohälsa, inte minst vid ett tillfälle när han i vredesmord mördar ett par kabel-TV-installatörer. Klas går endast iklädd svarta kläder och har drag som av en animerad figur från den svartvita stumfilmseran. Han bor i staden Hell City i en lägenhet i ett miljonprogramsområde, och är vän (även om han stundtals verkar vara ganska trött på honom) med Olle Ångest. Annars är staden befolkad av hundar, igelkottar och andra djur, vilket gör serien till en fabeldjursserie. En av Hell Citys största arbetsgivare är AB Grisfett & Son, där bland andra Olles sambo och sedermera fru, Ulla Migrän, arbetar. I Hell City kan man spela på Tristess-lotter och köpa fuktskadade jordnötsringar till nedsatt pris. 
Avsnitt av serien publiceras ibland i serietidningen Galago. 
Serien har också blivit prisbelönt av seriefrämjandet. Albumet Klas Katt går till sjöss tilldelades år 2004 Urhunden, i kategorin "bästa originalsvenska seriealbum 2003" 

## Album och böcker
- Klas Katt i Hell City, 1979
- Klas Katt på nya äventyr, 1987
- Klas Katt på upptäcktsfärd, 1988
- Klas Katt och livets mysterier, 1988
- Klas Katt går vilse, 1990
- Klas Katt och Olle Ångest, 1992
- Klas Katt biter ihop, 1997
- Klas Katt går till sjöss, 2003
- Klas Katt i vilda västern, 2010
- Klas Katt får ett uppdrag, 2020